# Naturschutzgebiet Bachumer Ohl
Das Naturschutzgebiet Bachumer Ohl mit einer Größe von 2,1 ha liegt nördlich von Bachum im Stadtgebiet von Arnsberg im Hochsauerlandkreis. Es wurde 1998 mit dem Landschaftsplan Arnsberg durch den Kreistag des Hochsauerlandkreises als Naturschutzgebiet (NSG) mit einer Flächengröße 3,4 ha und dem Namen Naturschutzgebiet Grünlandbrache Bachumer Ohl ausgewiesen. Bei der Neuaufstellung des Landschaftsplanes Arnsberg durch den Kreistag 2021 wurde das NSG mit verändertem Namen erneut ausgewiesen und deutlich verkleinert. Nördlich grenzt direkt die Bundesstraße 7 an und westlich Gewerbebauten.

## Gebietsbeschreibung
Im NSG handelt es sich um ein artenreiche Grünlandbrache mit Bäumen und Gebüschen. Kleinflächig dominieren im Schutzgebiet Röhrrichtbestände und Großseggen dominieren. Nach Norden hin wird die Brachfläche durch ein dichtes Grauweidengebüsch begrenzt. Nach Südwesten erstreckt sich die feuchte Hochstaudenflur entlang eines kleinen Tälchens. Das Tälchen das aufgrund der anliegenden Ackernutzung durch Düngerdrift und Ablagerung landwirtschaftlicher Abfälle eutrophiert. Der südliche Bereich des NSG wurde temporär festgesetzt. Bei der geplanten Nutzung dieser temporär festgesetzten Fläche als Bauland nach verbindlicher Bauleitplanung und baurechtlichem Genehmigungsverfahren entfällt hier der NSG-Status.
für das NSG setzte man das Gebot fest die Müllablagerungen (v. a. landwirtschaftliche Abfälle) zu entfernen. Als zusätzliche Entwicklungsmaßnahme führt der Landschaftsplan auf, für die Gesamtflächen eine extensive Grünlandnutzung im Rahmen des Kulturlandschaftspflegeprogrammes anzustreben. Alternativ soll die Fläche zur Erhaltung des Offenlandcharakters sektoral im Turnus von 3 Jahren, jedoch nicht vor dem 1. August, zu mähen, und das Mähgut ist abzufahren.

## Pflanzenarten im NSG
Vom Landesamt für Natur, Umwelt und Verbraucherschutz Nordrhein-Westfalen dokumentierte Pflanzenarten, ohne Gehölze, im Gebiet: Blasen-Segge, Braun-Segge, Echter Baldrian, Echter Beinwell, Echter Wurmfarn, Echtes Mädesüß, Flatter-Binse, Frauenfarn, Geflügelte Braunwurz, Gelbe Schwertlilie, Gewöhnliche Pestwurz, Gewöhnlicher Blutweiderich, Gewöhnlicher Gilbweiderich, Gewöhnliches Knäuelgras, Giersch, Große Brennnessel, Große Sternmiere, Kohldistel, Kriechender Hahnenfuß, Kuckucks-Lichtnelke, Moor-Labkraut, Platthalm-Binse, Rasen-Schmiele, Rispen-Segge, Rohrglanzgras, Spitzwegerich, Sumpfdotterblume, Sumpf-Hornklee, Sumpf-Kratzdistel, Sumpf-Schachtelhalm, Sumpf-Schafgarbe, Sumpf-Segge, Sumpf-Vergissmeinnicht, Sumpf-Ziest, Wald-Engelwurz, Wald-Schachtelhalm, Wald-Simse, Wasserdost, Wiesen-Bärenklau, Wiesen-Sauerampfer, Wolliges Honiggras und Zottiges Weidenröschen.

## Spezielle Schutzzwecke für das NSG
Laut Landschaftsplan erfolgte die Ausweisung zum:
- „Schutz, Erhaltung und Entwicklung einer artenreichen Nassbrache mit angrenzendem Weidengebüsch;“
- „Erhaltung der hohen Arten- und Strukturvielfalt einer seltenen Lebensgemeinschaft auf ihrem Standort mit seiner Bedeutung als Refugial- und Trittsteinbiotop.“
- „Das NSG dient auch der nachhaltigen Sicherung von besonders schutzwürdigen Lebensräumen nach § 30 BNatSchG und von Vorkommen seltener Pflanzenarten.“[2]